# Grimpoteuthis boylei
Grimpoteuthis boylei là một loài bạch tuộc trong họ Opisthoteuthidae.